# Chinesisch-südkoreanische Beziehungen
Die chinesisch-südkoreanischen Beziehungen bezeichnen die bilateralen Beziehungen zwischen der Volksrepublik China und der Republik Korea (Südkorea). Kontakte zwischen dem Kulturraum China und der koreanischen Halbinsel lassen sich um mehr als zwei Jahrtausende zurückverfolgen und die Kultur Chinas hatte einen großen Einfluss auf die Schrift, Literatur und ethischen Gepflogenheiten der koreanische Kultur. Nach der Teilung Koreas 1945 erkannte die Volksrepublik China nur die Demokratische Volksrepublik Korea (Nordkorea) an, während Südkorea seinerseits die Republik China (Taiwan) anerkannte. Erst im Jahre 1992 nahmen beide Länder schließlich diplomatische Beziehungen auf, womit Südkorea das letzte Land in Asien war, das die Anerkennung für die Republik China einstellte und somit die Volksrepublik China anerkannte. Seit den 1990er Jahren haben sich enge Wirtschaftsbeziehungen entwickelt. Die Volksrepublik China ist der größte Handelspartner für Südkorea und ein wichtiger Absatzmarkt für koreanische Exportgüter geworden. Durch die engen Kontakte der Volksrepublik nach Nordkorea, während Südkorea gleichzeitig ein Verbündeter der USA ist, blieben die politischen Beziehungen allerdings nicht frei von Konflikten. Von der Stationierung des amerikanischen Raketenabwehrsystems Terminal High Altitude Area Defense (THAAD) in Südkorea 2017 fühlte sich China bedroht und reagierte mit einer Reihe von diplomatischen und wirtschaftlichen Gegenmaßnahmen, die die Beziehungen beider Staaten anhaltend belasteten. Das Image der Volksrepublik China hat deshalb Schaden erlitten und bei einer Umfrage aus dem Jahre 2023 hatten 77 Prozent der Südkoreaner ein negatives Bild von China.

## Geschichte

### Vorgeschichte

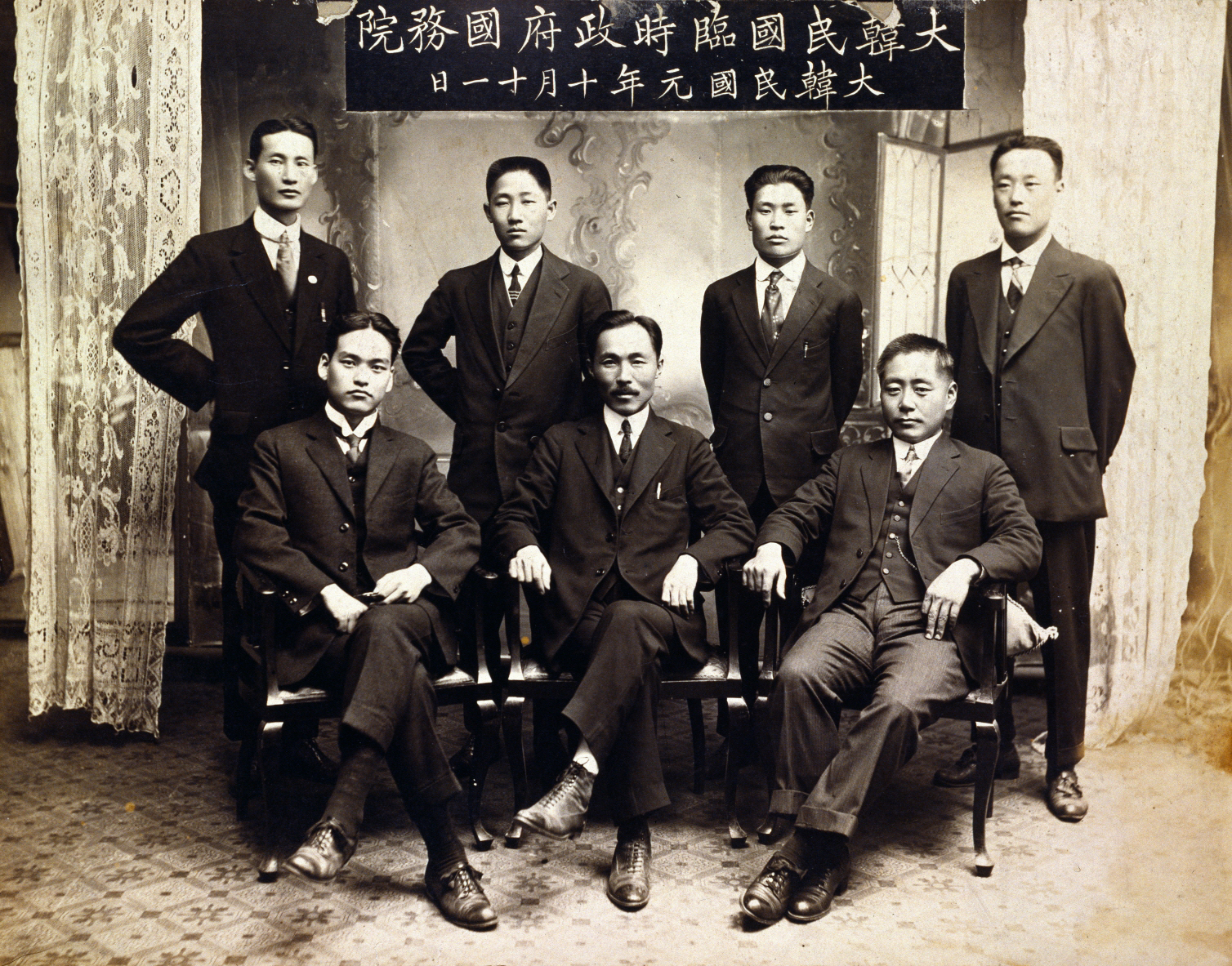
Provisorische Regierung Koreas in Shanghai (1919)

Beide Länder sind durch enge historische Beziehungen verbunden, die vom prähistorischen Erstkontakt von vor 2300 Jahren bis in die heutige Zeit reichen. Die Song-Dynastie unterhielte enge Beziehungen mit der Goryeo-Dynastie Koreas und es kam zum regen kulturellen und diplomatischen Austausch zwischen den beiden Staaten, trotz der Trennung durch das Meer. Die Ming-Dynastie unterhielt ebenfalls Handels- und diplomatische Beziehungen mit Goryeo bzw. der Joseon-Dynastie. Korea wurde von der Ming-Dynastie als „Nicht-angriffsland“ (不征之国 bù zhēng zhī guó, deutsch ‚Nicht-Eroberungsland; Nicht-Unterwerfungsland‘) designiert, eine Einstufung für „überseeische, barbarische (ausländische) Länder, die gute Beziehungen mit China pflegen“ gedacht war.
1592 überfiel Japan unter Toyotomi Hideyoshi Joseon Korea und der Imjin-Krieg brach aus. Die verbündete Ming-Dynastie entsandte Truppen, um die koreanische Joseon-Dynastie zu unterstützen. Die Japaner mussten sich schließlich 1598 besiegt aus Korea zurückziehen. Im Gegenzug unterstützte Joseon die Ming-Dynastie gegen die Invasion Chinas durch die Mandschu.
Trotz dessen fiel die Ming-Dynastie an die Invasoren und es entstand die Qing-Dynastie, mit der Joseon allgemein unfreundliche Beziehungen hegte. Joseon entrichtete einen Tribut an den Kaiser von China, welches für sogenannte „Barbaren“ eine Vorbedingung für die Aufrechterhaltung diplomatischer Beziehungen mit dem Kaiserreich China gewesen ist.  Der Vertrag von Shimonoseki 1895 stipulierte die zwangsweise Beendigung der traditionellen Beziehungen. Stattdessen wurden diplomatische Beziehungen nach dem westfälischen Modell eingerichtet. 1910 wurde Korea von Japan annektiert und blieb bis zum Ende des Zweiten Weltkriegs unter japanischer Besatzung.
Die Republik China unterstützte die koreanische Unabhängigkeitsbewegung gegen die japanische Besatzung. Koreanische Exilanten kämpften später auf der Seite Chinas und der Alliierten in der japanischen Invasion Chinas. Die Provisorische Regierung der Republik Korea wurde 1919 im Exil in Shanghai gegründet und zog sich aufgrund des japanischen Eroberung der Stadt nach Chongqing zurück.

### Kalter Krieg (1945–1992)
Nach dem Ende der japanischen Besatzung Koreas kam es 1945 zur Teilung der Halbinsel in einen mit der Sowjetunion und China verbündeten Norden und einen mit den USA verbündeten Süden. Die neu gegründete Volksrepublik China nahm zwischen 1950 und 1953 am Koreakrieg teil und entsandte im Oktober 1950 knapp 3 Millionen Soldaten, um gegen die Truppen Südkoreas und denen der Vereinten Nationen zu kämpfen, welche von den USA angeführt wurden. Die Chinesen vertrieben die UN-Truppen erfolgreich aus Nordkorea, doch ihre eigene Offensive im Süden wurde zurückgeschlagen. Der Krieg endete 1953 mit einem Waffenstillstandsabkommen am 38. Breitengrad. Da die Volksrepublik China mit Nordkorea 1961 ein militärisches Beistandsabkommen geschlossen hatte und Nordkorea als einzige legitime Regierung Koreas anerkannte, blieben die Beziehungen Südkoreas zu China feindselig. Erst infolge der Reform- und Öffnungspolitik ab 1978 unter Deng Xiaoping begann China schließlich die Existenz zweier koreanischer Staaten zu akzeptieren und etablierte informelle Kontakte nach Südkorea. Auch ohne offizielle Beziehungen hatte Chinas Handel mit Südkorea bereits 1988 den mit dem kommunistischen Bruderstaat Nordkorea übertroffen.

### Nach der Aufnahme diplomatischer Beziehungen ab 1992

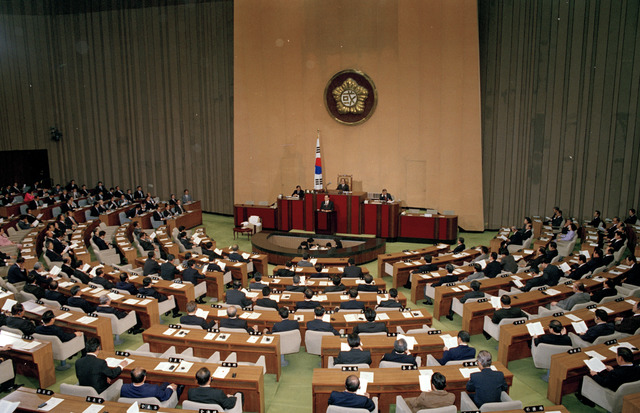
Rede von Jiang Zemin vor dem Parlament Südkoreas (1995)

Im August 1992 wurden formelle diplomatische Beziehungen zwischen Seoul und Peking aufgenommen. Bei dieser Gelegenheit wurde auch ein Friedensvertrag unterzeichnet, mit dem die Feindseligkeiten zwischen Südkorea und China infolge des koreanischen Waffenstillstandsabkommens von 1953 offiziell für beendet erklärt wurden. In den 1990er Jahren wurden die bilateralen Beziehungen beider Staaten deutlich intensiviert und die offizielle gegenseitige Anerkennung begünstigte vertiefte wirtschaftliche und kulturelle Kontakte. China unterstützte die 1998 begonnene Sonnenscheinpolitik von Kim Dae-jung gegenüber Nordkorea. Beide Staaten vereinbarten 1998 und 2003 Partnerschaften zur verstärkten Kooperation und kooperierten als Teil der Sechs-Parteien-Gespräche, ⁣⁣um eine Lösung für das Atomprogramm Nordkoreas zu finden. Die Zeit von 1998 bis 2008 stellte eine Hochphase der bilateralen Beziehungen dar. Als 2008 der konservative Lee Myung-bak zum Präsidenten Südkoreas gewählt wurde, verschlechterten sich die Beziehungen zu China, da dieser der Sicherheitsallianz mit den USA Priorität einräumte.

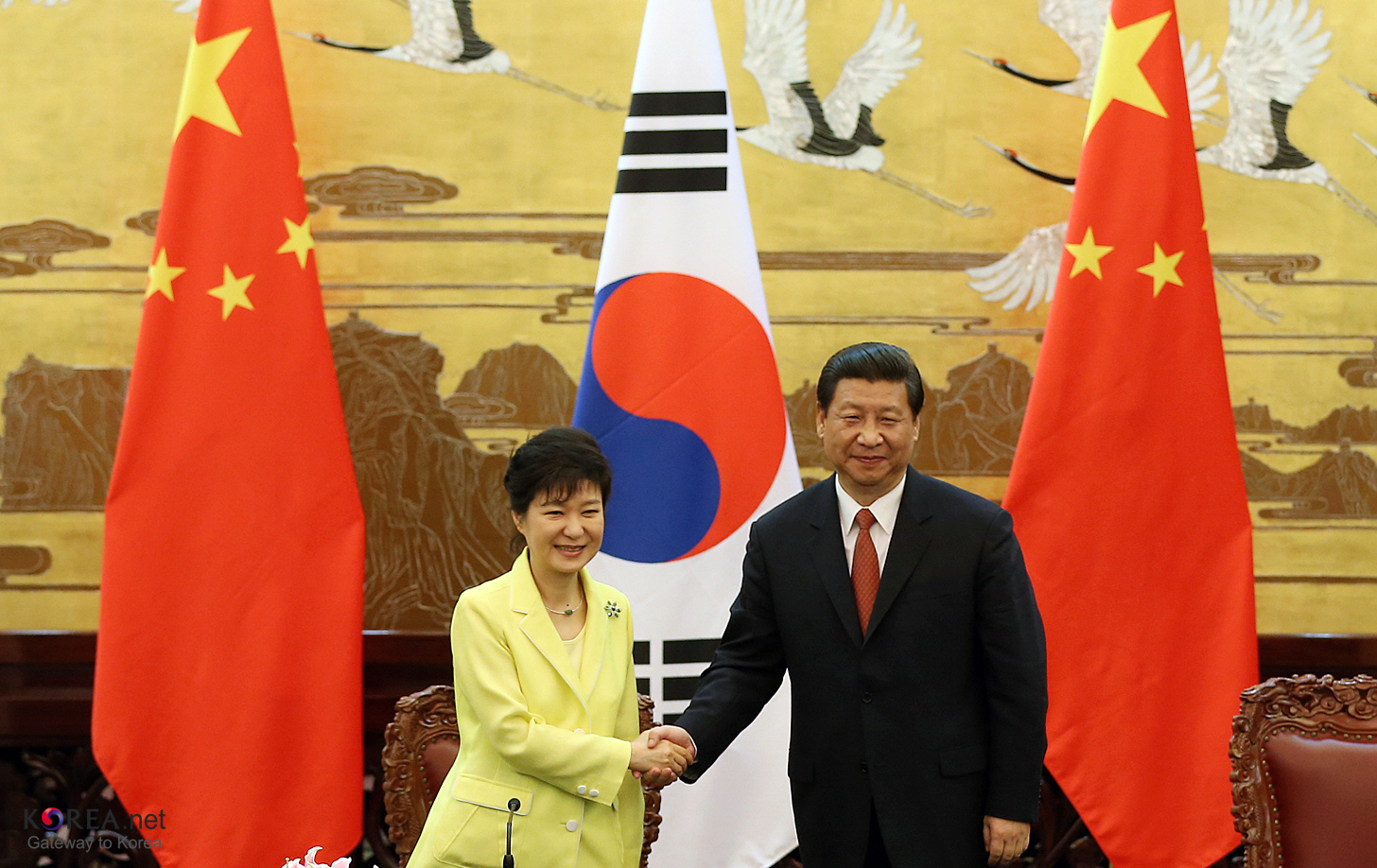
Park Geun-hye und Xi Jinping (2013)

Die Intensivierung des nordkoreanischen Atomprogramms und eine Reihe von nordkoreanischen Provokationen verstärkten das Misstrauen Südkoreas gegenüber China und stärkten die Beziehungen zu den USA. Nach dem Amtsantritt von Park Geun-hye 2013 erwärmten sich die Beziehungen kurzzeitig, als beide Länder eine gemeinsame Position gegenüber Japan einnahmen, mit dem beide Länder belastete historischen Beziehungen haben. 2015 wurde ein Freihandelsabkommen zwischen beiden Ländern abgeschlossen. Ende 2016 kündigten die Vereinigten Staaten und Südkorea die Stationierung der Raketenabwehrsystems THAAD an, um auf die atomare Bedrohung durch Nordkorea zu reagieren, was für Entsetzen in Peking sorgte, da man um die eigene nukleare Abschreckungsfähigkeit fürchtete und die Stationierung als eine gegen die eigenen Interessen gerichtete Maßnahme ansah.

#### Verschlechterung der Beziehungen seit 2016
Chinas Botschafter in Südkorea, Qiu Guohong, warnte, dass die Stationierung des THAAD die Beziehungen zwischen China und Südkorea „zerstören“ könnte. Mit dem Ziel der Entspannung hielten China und Südkorea am 5. September 2016 im ostchinesischen Hangzhou ein Gipfeltreffen zwischen Xi Jinping und Park Geun-Hye, ab, um das Thema THAAD zu erörtern. Südkorea betonte dabei erneut, dass das System nicht gegen China gerichtet sei. Nach der Entscheidung Südkoreas im Jahr 2017, die Stationierung von THAAD im Land zu akzeptieren, hat die chinesische Regierung, obwohl sie sich vor formellen Sanktionen und Maßnahmen scheute, ihre Bürger über die offiziellen Medien aufgefordert, ihren Unmut über Südkorea zum Ausdruck zu bringen. Chinesische Bürger durften sich versammeln und protestieren. Die Medien berichteten von Boykotten südkoreanischer Produkte wie Hyundai-Autos, von der Entfernung südkoreanischer Waren aus den Supermarktregalen und von Touristen und Reiseunternehmen, die ihre Reisen nach Südkorea stornierten. Nachdem beim südkoreanischen Unternehmen Lotte Verfehlungen gegen die lokalen Brandschutzbestimmungen „entdeckt“ wurden, mussten es einen großen Teil seiner Supermärkte in China schließen. Der Boykott schloss auch den kulturellen Bereich ein mit mehrjährigen Auftrittsverboten für südkoreanische Künstler und einem Bann südkoreanischer Filme und Fernsehsendungen. Das Ansehen Chinas in Südkorea hat sich dadurch deutlich verschlechtert.

## Kulturbeziehungen

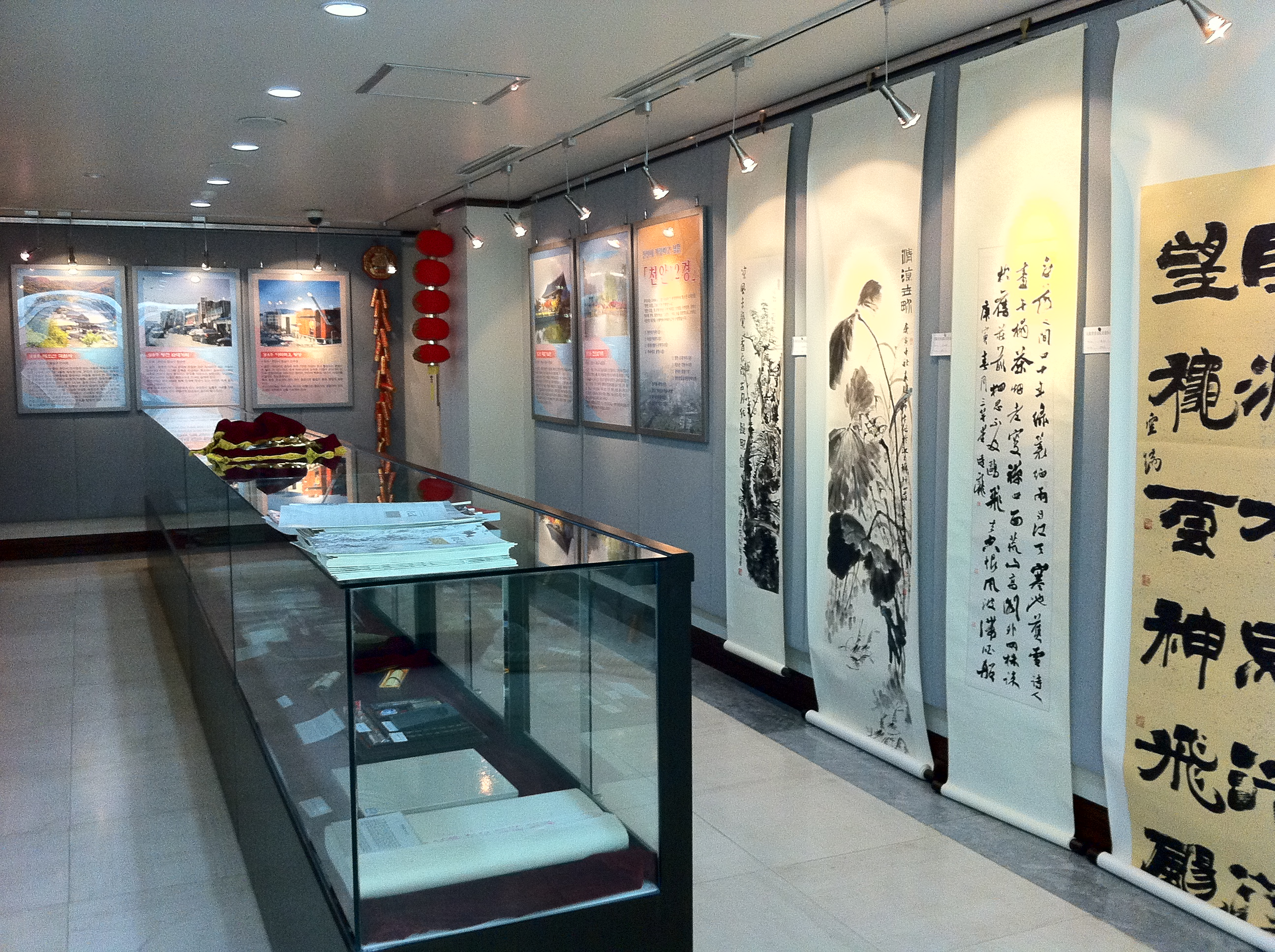
Chinesisch-südkoreanisches Kulturfestival (2011)

Zwischen beiden Gesellschaften bestehen uralte Kulturbeziehungen. Durch über Jahrhunderte bestehende Kulturkontakte kamen Buddhismus, Daoismus und Konfuzianismus nach Korea und prägten die dortige Gesellschaft. Das chinesische Zeichensystem, das auf Koreanisch als Hanja bekannt ist, wurde durch die Verbreitung des Buddhismus während der Tang-Dynastie in Korea eingeführt. Hanja wurde neben Gugyeol, Idu und Hyangchal, die zur Niederschreibung des Koreanischen verwendet wurden, als einziges koreanisches Schriftsystem verwendet, bis Sejong der Große im 15. Jahrhundert die Erfindung des Hangul förderte, welches sich von den chinesischen Schriftzeichen unterscheidet. Auch die chinesische Beamtenprüfung und Teile der Staatsorganisation wurden aus China übernommen. Gelegentlich kommt es zu Missverständnissen, in der es zu Anschuldigungen der Beschlagnahmung kultureller Traditionen kommt. So musste eine Fernsehserie über das alte Korea 2021 nach zwei Folgen abgesetzt werden, da Figuren in der Serie klassisch chinesische Lebensmittel konsumierten, was für Aufregung in den sozialen Netzwerken sorgte. Im selben Jahr führte die mögliche Errichtung eines chinesischen Themenparks zu einer Petition mit 700.000 Unterschriften, was den Bau verhinderte.
Die chinesischen Ansprüche auf Goguryeo haben zu Spannungen zwischen Korea und den beiden Chinas geführt. Die Chinesische Akademie der Wissenschaften hat 2004 mit dem Nordost-Projekt begonnen, einem umstrittenen Forschungsprojekt, bei dem Goguryeo als chinesischer Tributstaat bezeichnet wurde. Als das Projekt bekannt wurde, löste es in Südkorea einen massiven Aufruhr aus. Das chinesische Projekt wurde Berichten zufolge als Reaktion auf den Anspruch einiger Südkoreaner auf Chinas nordöstlichen Provinzen (wo eine koreanische Minderheit lebt) und auf Nordkoreas UNESCO-Antrag, die Wandmalereien der Koguryo-Grabstätten als Weltkulturerbe zu registrieren, gestartet. Um dem Nordost-Projekt entgegenzuwirken, rief die südkoreanische Regierung die Nordostasienstiftung ins Leben und schrieb 2007 die koreanische Bronzezeit in den Geschichtsbüchern auf das Jahr 2000 v. Chr. statt auf 1000 v. Chr. um. Die Spannungen um Goguryeo betreffen auch den Berg Paektusan, der von südkoreanischen Aktivisten als koreanisches Territorium bezeichnet wurde und ein beliebtes Ziel für südkoreanische Touristen ist.
Im 21. Jahrhundert ist die koreanische Popkultur in Form von Filmen, TV-Seifenopern und Popmusik im Rahmen der koreanischen Welle populär geworden. Mit den Spannungen zwischen beiden Ländern ab 2017 haben diese Kulturbeziehungen gelitten und koreanische Kulturexporte nach China wurden begrenzt. Hallyu-Kulturveranstaltungen wurden abgesagt, koreanische Schauspieler mussten ihre Arbeit aufgeben und koreanische Medien durften nur in begrenztem Umfang nach China exportiert werden. Das Verbot wurde später wieder aufgehoben.

## Wirtschaftsbeziehungen
Der bilaterale Warenaustausch hatte 2021 ein Volumen von knapp 300 Milliarden US-Dollar und ist eine der weltweit bedeutendsten bilateralen Handelsbeziehungen. China ist der mit Abstand wichtigste Handelspartner Südkoreas. Davon waren 158 Milliarden Dollar koreanische Exporte nach China und 140 Milliarden US-Dollar waren chinesische Exporte nach Südkorea. Damit zählte Südkorea zu den wenigen Ländern mit einem Handelsbilanzüberschuss gegenüber der Volksrepublik China.
Die Länder haben 2015 ein bilaterales Freihandelsabkommen abgeschlossen und seit 2022 ist Südkorea Teil der größeren asiatischen Freihandelszone Regional Comprehensive Economic Partnership (RCEP). Südkorea ist auch der Neuen Seidenstraße und der Asiatischen Infrastrukturinvestmentbank beigetreten.
Im Juni 2023 erhob die südkoreanische Staatsanwaltschaft Anklage gegen einen ehemaligen Manager von Samsung Electronics, weil er Geschäftsgeheimnisse seines früheren Arbeitgebers gestohlen und verwendet hatte, um zu versuchen, eine Halbleiterfabrik in China nachzubauen.

## Diplomatische Standorte
- Die Volksrepublik China hat eine Botschaft in Seoul und Generalkonsulate in Busan, Gwangju und Jeju-do.
- Südkorea hat eine Botschaft in Peking und Generalkonsulate in Chengdu, Guangzhou, Hong Kong, Qingdao, Shanghai, Shenyang, Wuhan und Xi'an und ein Konsularbüro in Dalian.

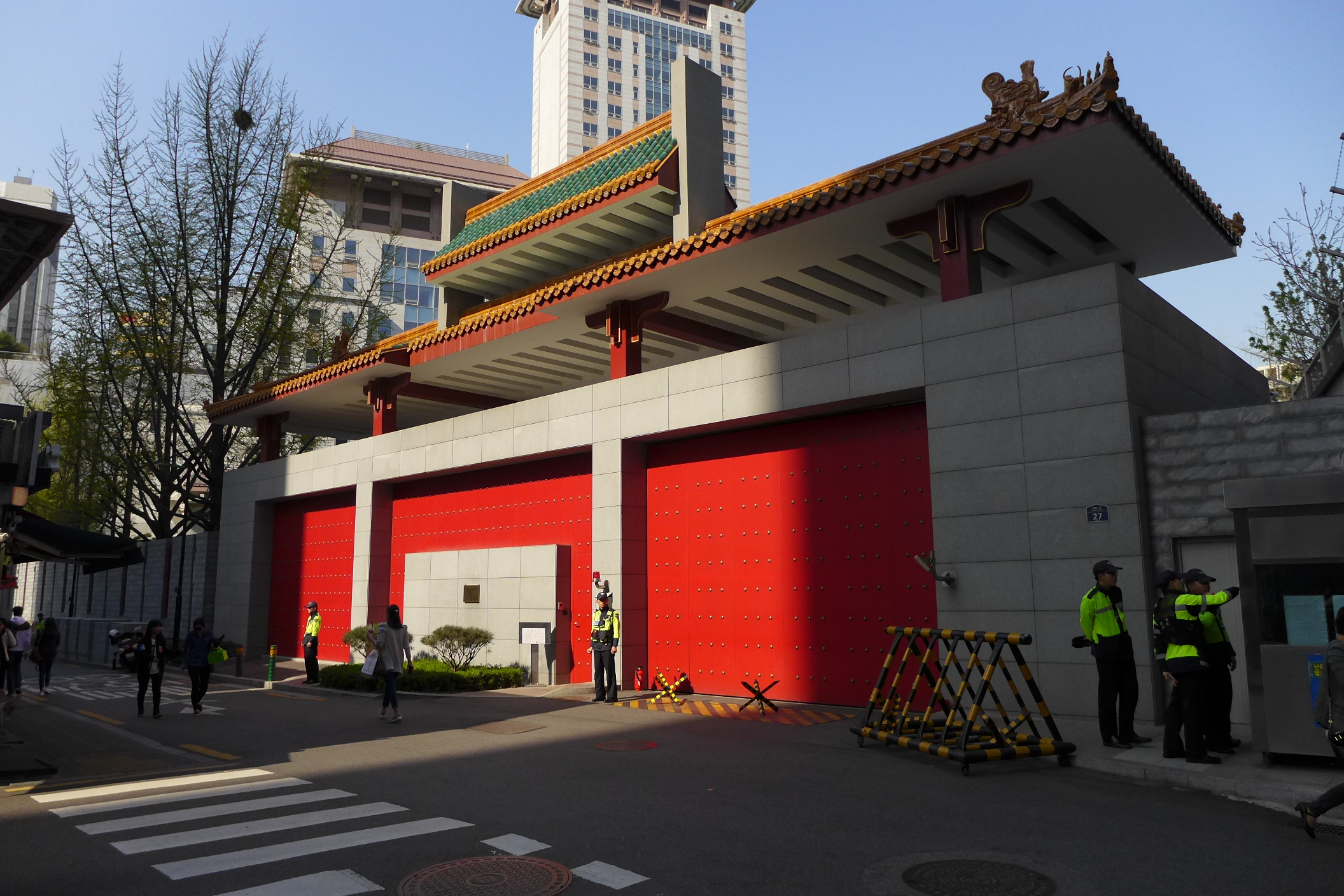
Chinesische Botschaft in Seoul
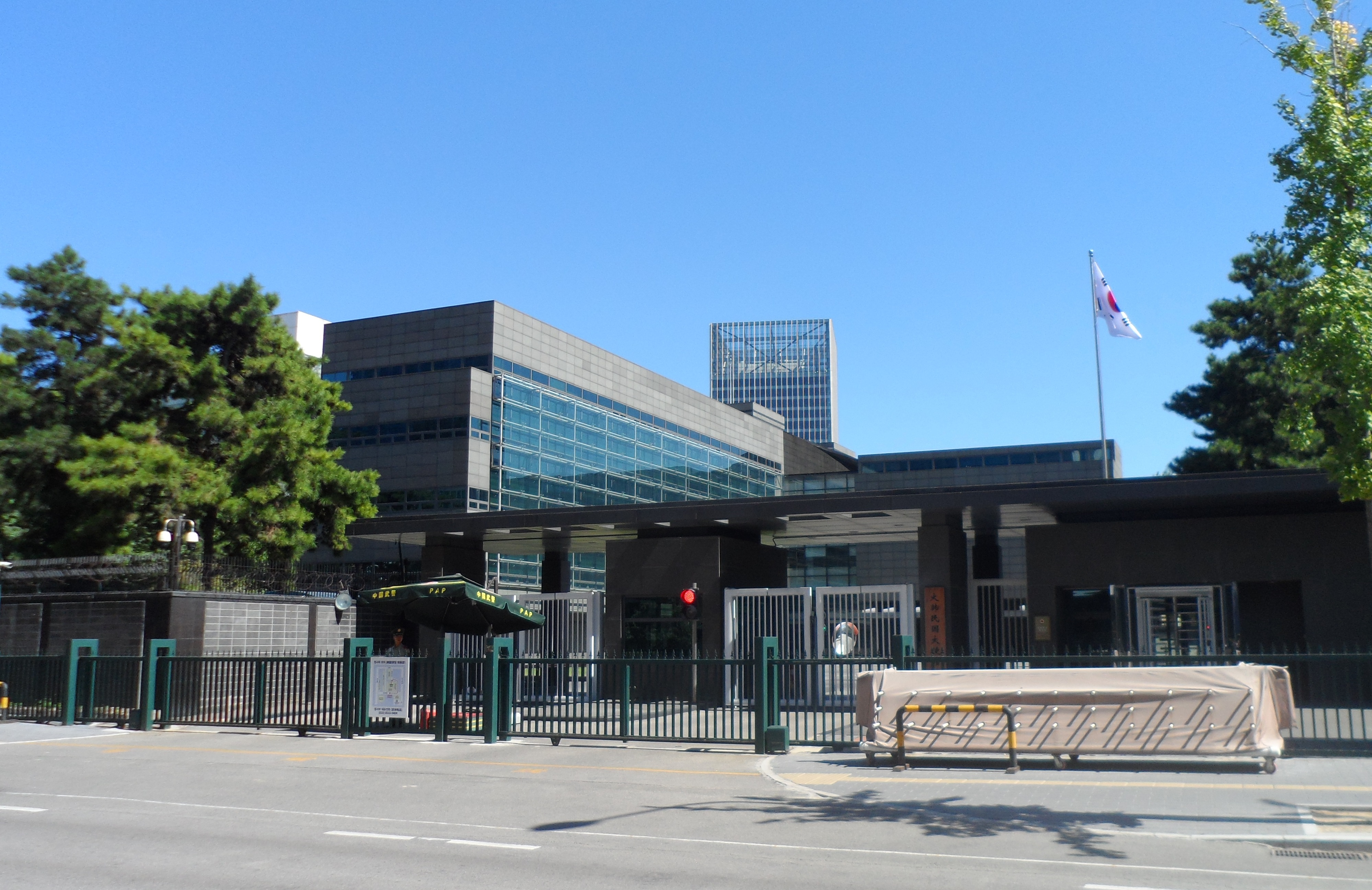
Südkoreanische Botschaft in Peking
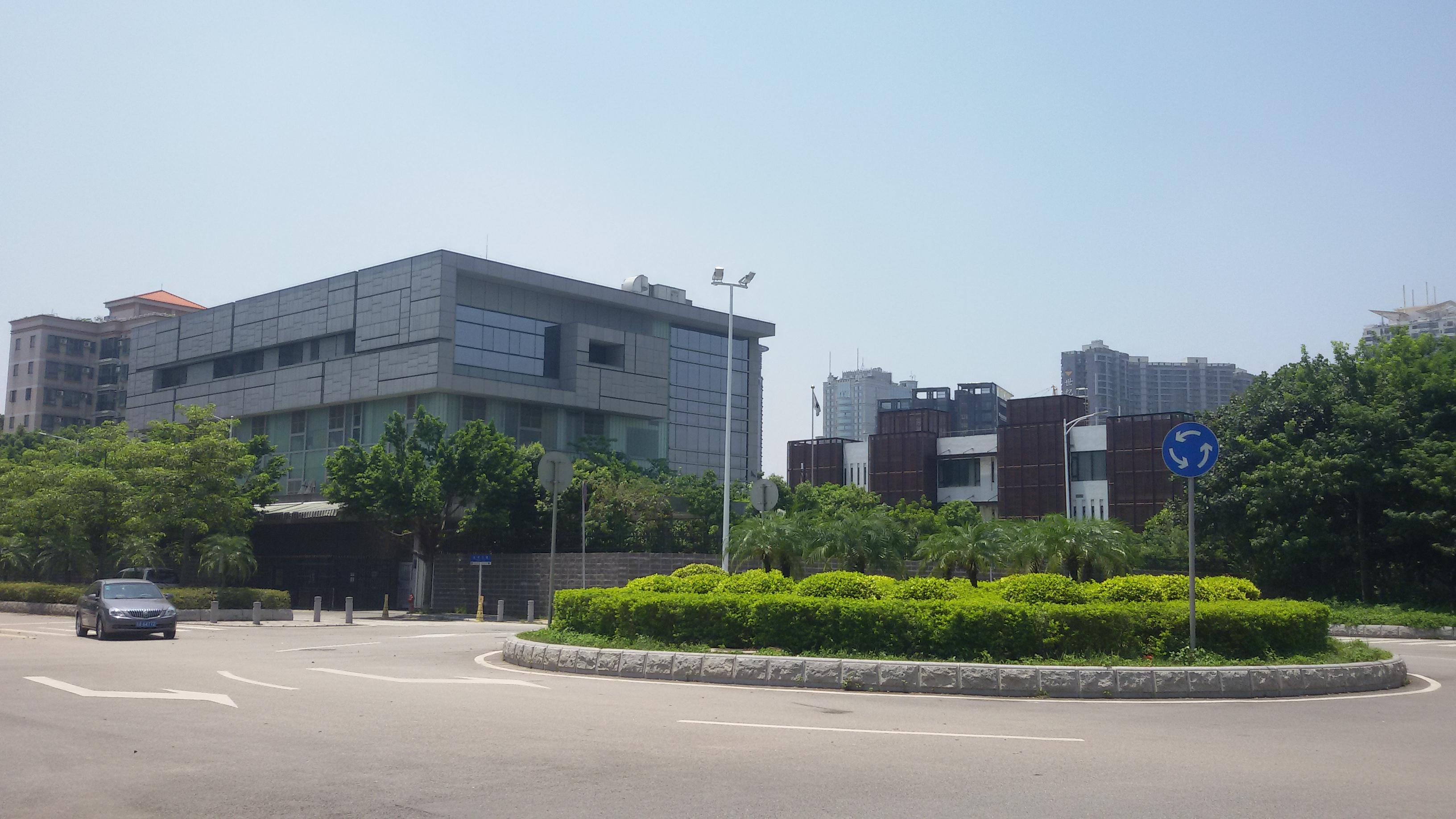
Südkoreanisches Generalkonsulat in Guangzhou
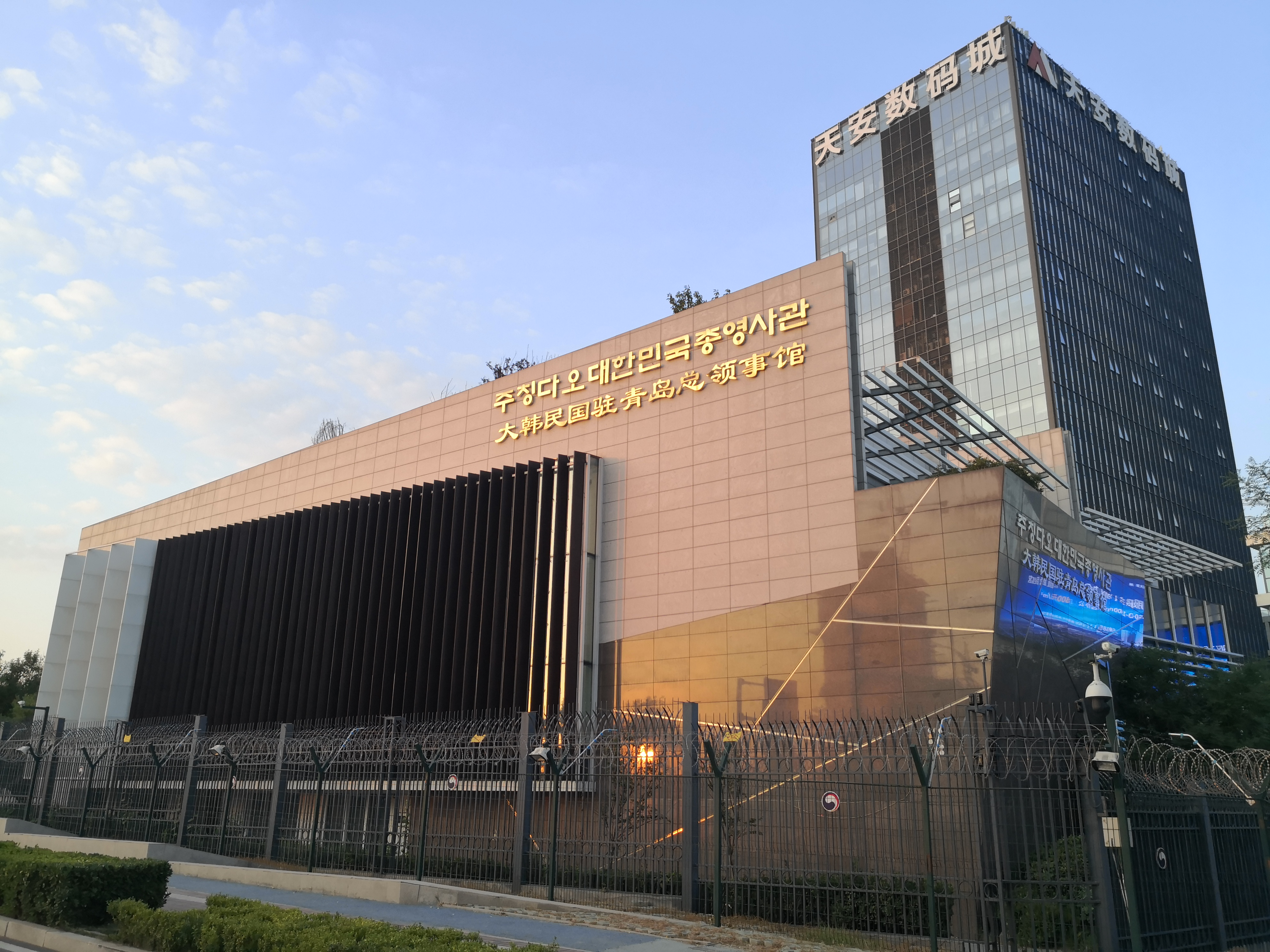
Südkoreanisches Generalkonsulat in Qingdao